# Liste der Abgeordneten zum Kärntner Landtag (18. Gesetzgebungsperiode)
Diese Liste der Abgeordneten zum Kärntner Landtag (18. Gesetzgebungsperiode) listet alle Abgeordneten zum Kärntner Landtag in der 18. Gesetzgebungsperiode auf. Die Gesetzgebungsperiode dauerte von der konstituierenden Sitzung des Landtags am 17. März 1953 bis zur Angelobung des nachfolgenden Landtags 1956.
Nach der Landtagswahl 1953 entfielen von den 36 Mandaten 18 auf die Sozialistische Partei Österreichs (SPÖ), 11 auf die Österreichische Volkspartei (ÖVP), 6 auf die Wahlpartei der Unabhängigen (WdU) und 1 Mandat auf Wahlgemeinschaft Volksopposition (VO). Durch die geringe Mandatszahl hatte die VO jedoch keinen Klubstatus.
Der Landtag wählte die Landesregierung Wedenig III, wobei die Wahl im ersten Versuch zunächst am Auszug der Mandatare von ÖVP und WdU scheiterte. Die Wahl wurde nach einer Sitzungsunterbrechung am 28. April 1953 fortgesetzt, in der die Wahl der Regierungsmitglieder erfolgte. Zudem wählten die Abgeordneten in der 1. Sitzung am 17. März Hans Herke (SPÖ), Hans Sima (SPÖ) und Adolf Lukeschitz (ÖVP) zu Mitgliedern des Bundesrats.

## Funktionen

### Landtagspräsidenten
Die Ämter des Landtagspräsidenten und seiner beiden Stellvertreter wurde nach dem Wahlergebnis im Proporzsystem vergeben. Das Amt des Ersten Landtagspräsidenten übernahm wie in der vorangegangenen Gesetzgebungsperiode Jakob Sereinigg von der SPÖ. Zweiter Präsident wurde Josef Ritscher (ÖVP), Dritter Präsident Rudolf Tillian (SPÖ).

### Klubobleute
Im Klub der Sozialistischen Partei übernahm Wilhelm Ebner die Funktion des Klubobmanns, als sein Stellvertreter wirkte Rupert Poscharnig. Zum Fraktionsobmann des Klubs der Österreichischen Volkspartei wurde Landesrat Alois Karisch gewählt, sein Stellvertreter war Wolfgang Mayrhofer. Im Klub der Wahlpartei der Unabhängigen übernahm Otto Scrinzi die Rolle des Klubobmanns, zu seinem Stellvertreter war Matthias Leitgeb gewählt worden.

### Landtagsabgeordnete
| Name                 | Fraktion | Anmerkung                                                                     |
| -------------------- | -------- | ----------------------------------------------------------------------------- |
| Alberti Albrecht     | WdU      |                                                                               |
| Ebner Wilhelm        | SPÖ      |                                                                               |
| Ebner Hans           | WdU      |                                                                               |
| Ferlitsch Hans       | ÖVP      |                                                                               |
| Gasser Alois         | SPÖ      | am 17. März 1953 für ein zum Bundesrat gewähltes Mitglied angelobt            |
| Göritzer Bruno       | SPÖ      | am 17. März 1953 für ein zum Bundesrat gewähltes Mitglied angelobt            |
| Gruber Hermann       | ÖVP      |                                                                               |
| Herke Hans           | SPÖ      | Mandat nach der Wahl zum Bundesrat am 17. März 1953 zurückgelegt              |
| Hirn Friedrich       | WdU      |                                                                               |
| Kanzian Josef        | SPÖ      |                                                                               |
| Kazianka Johann      | VO       |                                                                               |
| Karisch Alois        | ÖVP      |                                                                               |
| Kerstnig Hans        | SPÖ      |                                                                               |
| Krassnig Matthias    | SPÖ      |                                                                               |
| Kuchar Hans          | ÖVP      |                                                                               |
| Leitgeb Matthias     | WdU      |                                                                               |
| Lukas Leo            | SPÖ      |                                                                               |
| Luschin Wilhelm      | SPÖ      |                                                                               |
| Mayrhofer Wolfgang   | ÖVP      |                                                                               |
| Moser Albin          | ÖVP      |                                                                               |
| Pawlik Hans          | SPÖ      |                                                                               |
| Petschnik Aurelie    | SPÖ      |                                                                               |
| Plangger Hermann     | SPÖ      |                                                                               |
| Poscharnig Rupert    | SPÖ      |                                                                               |
| Rader Hans           | WdU      | Mandat nach Wahl in die Landesregierung zurückgelegt                          |
| Rohr Hans            | WdU      | ab 28. Mai 1953 für Hans Rader                                                |
| Ritscher Josef       | ÖVP      |                                                                               |
| Salcher Josef        | ÖVP      |                                                                               |
| Schaupach Felix      | ÖVP      |                                                                               |
| Scheiber Hans        | SPÖ      |                                                                               |
| Scrinzi Otto         | WdU      | Mit Schreiben vom 5. April 1955 aus dem WdU-Klub ausgetreten und fraktionslos |
| Sereinigg Jakob      | SPÖ      |                                                                               |
| Sima Hans            | SPÖ      | Mandat nach der Wahl zum Bundesrat am 17. März 1953 zurückgelegt              |
| Tillian Rudolf       | SPÖ      |                                                                               |
| Truppe Thomas        | ÖVP      |                                                                               |
| Tscheutschonig Josef | SPÖ      |                                                                               |
| Wedenig Ferdinand    | SPÖ      |                                                                               |
| Wit Karl             | SPÖ      |                                                                               |
| Wutte Kajetan        | ÖVP      |                                                                               |

## Ausschüsse
Nach der Angelobung der Landtagsabgeordneten wurden vom Kärntner Landtag am 17. März 1953 acht Ausschüsse gebildet. Die acht Ausschüsse waren der Rechts- und Verfassungs-Ausschuss, der Finanz-Ausschuss, der Schul-Ausschuss, der Land- und Forstwirtschafts-Ausschuss, der Ausschuss für Sozialpolitik, der Bauausschuss, der Ausschuss für gewerbliche Wirtschaft und der Minderheiten-Ausschuss. Die Zahl der Abgeordneten pro Ausschuss wurden auf sieben Mitglieder begrenzt, wobei die SPÖ jeweils vier Mitglieder pro Ausschuss stellte.